# Kozobica
Kozobica (282 m) – wzgórze w Tyńcu w Krakowie. Pod względem administracyjnym należy do Dzielnicy VIII Dębniki. Pod względem geograficznym  należy do Wzgórz Tynieckich na Pomoście Krakowskim w obrębie makroregionu Bramy Krakowskiej. Wzgórza te włączone zostały w obszar Bielańsko-Tynieckiego Parku Krajobrazowego.
Kozobica jest całkowicie porośnięta lasem. Znajduje się na południowo-wschodnim krańcu Wzgórz Tynieckich. Jej południowe stoki wznoszą się nad ulicą Wielogórską, wschodnimi do granicy lasu dochodzi ulica Pagórki Tynieckie. Na szczycie znajduje się znak triangulacyjny. Na wzgórze nie prowadzi żaden znakowany szlak turystyczny. ale stokami prowadzą ścieżki. Wzgórza Tynieckie są miejscem rekreacji, spacerów i uprawiania sportów.